# Охорона природи, 1921 (книжка)

## Біблографічне посилання

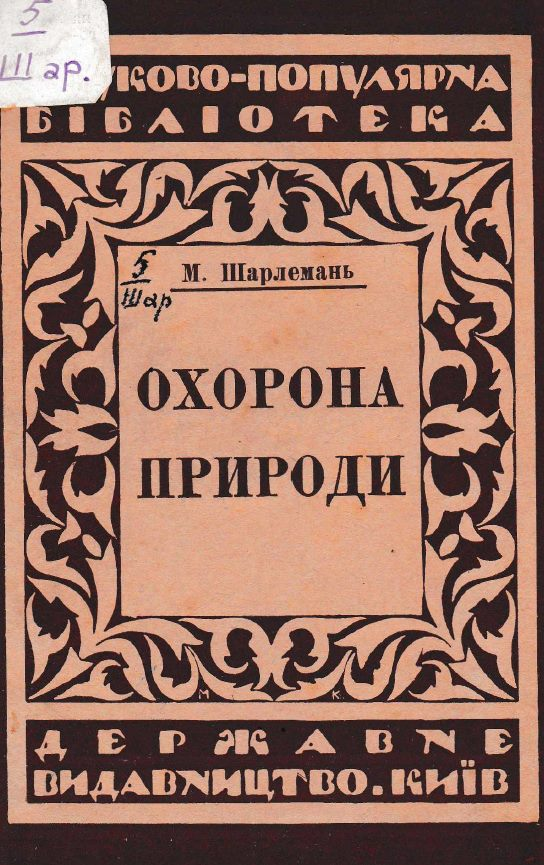
Шарлемань М. Охорона природи. Київ, 1921. — 48 с.

## Бібліотеки
Примірники книжки зберігаються у Книжковій палаті та Науковій бібліотеці ім. Максимовича.

## Зміст
1. Як людина нищить природу і що з того виходить
2. Охорона природи в Америці
3. Охорона природи в Зах. Европі
4. Охорона природи в Африці, Австралії й Азії
5. Охорона природи в Росії до революційної доби
6. Охорона природи на Україні
7. Список головнішої літератури в справі охорони природи

## Про книжку
1919 року видатний зоолог та природо охоронець Микола Васильович Шарлемань планував видати в «Трудах» Сільськогосподарського вченого комітету України серйозну працю про охорону природи в світі, що мав розпочати цілий цикл науково-популярних природоохоронних книжок за його авторством.
Книжка «Охорона природи» вийшла друком лише за два роки (у зв'язку із тимчасовим припиненням діяльності Сільськогосподарського наукового комітету, на час деникинської влади у Києві).
Через це, вона починається тривожними думками про наслідки громадянської війни для природи:
```
«
Війна та революція завдали природі нашої країни глибоких ран. Порубано більше половини загальної площі лісів, розорано останні куточки степів, постріляно багато цікавих і рідких звірів та птахів, знищено та й ще нищиться багато риби в річках
». 
```

На 50 сторінках (найбільше за обсягом природоохоронне видання початку 20 століття) міститься детальний опис втрат природи в світі за осяжний історичний період, а також опис природоохоронних ініціатив США, Західної Європи та Африки.
У книжці М.Шарлемань критично висловлюється щодо режиму Єллоустоунського національного парку: «На мій погляд, таке втручання в природу, як акліматизація риб, винищення хижаків ледве чи погоджується з науковою ідеєю заповідного парку».
Щодо ж України, то у виданні викладені всі наявні відомості про охорону природи у дореволюційний період, подаються відомості про природоохоронні організації і установи та історію їх появи, основні події останніх років в галузі охорони природи. Загалом, автор закликав до масштабного розгортання природоохоронної діяльності, орієнтованої на західні стандарти.

## Найважливіші цитати
```
«
Якими шляхами піде далі історія охорони природи на Україні, тепер, звичайно, сказати не можна, бо досі організація цієї справи в нас перебуває в зародковому стані. Поки що нашим завданням є, крім дрібних виступів на захист окремих пам'ятників природи, — широка пропаганда і популяризація ідей охорони природи серед широких народніх мас
».
```

```
«
Ми будемо йти до того, щоб усім стало ясно, що справа охорони природи в інтересах науки і практичного життя не повинна бути забутою
».
```

## Рецензії
Книжка отримала теплі відгуки від колег. У своїй рецензії О.Яната зазначив:
```
«
Треба побажати, щоб ця цінна і своєчасно видана книжка авторитетного в справах охорони природи автора, що стоїть і на чолі цієї справи на Україні, як голова Секції охорони природи С.-Г. наукового комитету України, як найскоріше і як найширше розійшлася в Україні і спричинилася до розвитку в нас ідей охорони природи
».
```

## Заборона книги
У 40-х роках Головлітом заборонено видавати в бібліотеках чимало книжок природоохороної тематики. Серед перших у цих чорних списках була та сама брошура Шарлеманя «Охороняйте рідну природу!».
Очевидно, більша частина накладу книги була знищенна. Сьогодні вона є однією з найбільших бібліографічни рідкостей серед природничої літератури в Україні. Достовірно відомо лише наявність примірників у Бібліотеці ім. Максимовича (Київ) та НБУ ім. В. В. Вернадського.